# Pseudobagarius sinensis
Pseudobagarius sinensis és una espècie de peix de la família dels akísids i de l'ordre dels siluriformes.

## Distribució geogràfica
Es troba al Sud-est asiàtic: conca del riu Mekong a Yunnan (Xina).